# Psidium apiculatum
Psidium apiculatum är en myrtenväxtart som beskrevs av Joáo Rodrigues de Mattos. Psidium apiculatum ingår i släktet Psidium och familjen myrtenväxter. Inga underarter finns listade i Catalogue of Life.